# Treschenu-Creyers
 Treschenu-Creyers  là một xã thuộc tỉnh Drôme trong vùng Auvergne-Rhône-Alpes đông nam nước Pháp.